# Campos Verdes
Campos Verdes là một đô thị thuộc bang Goiás, Brasil. Đô thị này có diện tích 441,702 km², dân số năm 2007 là 1707 người, mật độ 3,9 người/km².